# ما همه گناهکاریم
ما همه گناهکاریم فیلمی به کارگردانی حسن ناظر، نویسندگی پیمان عباسی و تهیه‌کنندگی محسن مسافرچی محصول سال ۱۳۸۹ است.
این فیلم در تاریخ ۸ دی ۱۳۹۵ در سینماهای ایران اکران شده است.

## خلاصه داستان
داستان یوسف، جوان روایتگر زندگی فرهاد است که برای درمان دخترش به پول زیادی احتیاج دارد و حاضر است برای تهیه این پول هر چیزی را بفروشد و دست به هر کاری بزند .

## بازیگران
- امیر آقایی
- نیوشا ضیغمی
- الهام حمیدی
- همایون ارشادی
- مهران رجبی
- مهدی سلوکی
- مجید شهریاری
- بهرام ابراهیمی
- امیرحسین مدرس
- فریبا طالبی
- علی عمرانی
- رضا آحادی
- جلیل ملک‌زاده
- رایا رحیمی